# 노노데모
노노데모(구 구국! 과격불법 촛불집회 반대 시민연대)는 촛불집회에 반대하려는 목적으로 설립된 ‘안티 촛불집회’(‘반(反) 촛불집회’) 시민단체이며,  노노데모(우리가 만들어가는 대한민국)로 불린다. 촛불 집회가 사라지고, 자유시민연대 직원들이 운영진이 되면서 친김문수의 보수우익성향을 가지게 되었다. 보수단체에 모임에 참석하기도 하였다.

## 배경
2008년 대한민국 미국산 쇠고기 수입 논란과 관련하여 수입 재개 협상의 내용을 반대하는 시민들이 5월 2일 첫 집회를 시작으로 촛불 집회를 시작했다. 6월 들어 집회가 빈번하고 참가인원이 증가 하면서 폭력 시위와 폭력 진압에 대한 논란이 발생했다.
보수주의 네티즌을 대변하는 단체이며,
개설 일주일 만에 회원수 1만명을 넘었다.

### 목적과 이념

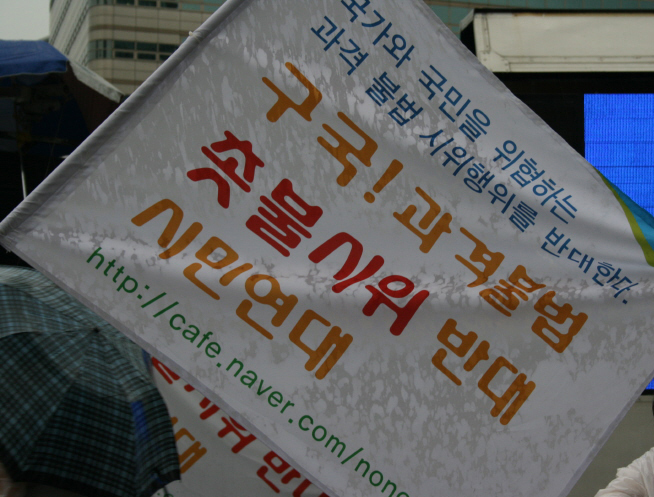
노노데모의 깃발

촛불 시위가 한달 여 동안 지속된 2008년 6월 2일에 한 네티즌에 의해 개설되었다. 단체의 설립 취지와 배경은 한미 쇠고기 협상 내용을 반대한다며 시작된 촛불 시위가 처음의 취지에서 벗어났기 때문에 “일부 좌익 단체와 정치적 이윤을 추구하려는 세력의 선전선동에 시민들이 휩쓸려 가는 것을 보고만 있을 수는 없다”는 것이었다.
연합뉴스는 이 단체 창설 초기에 웹사이트에 올려진 게시글과 댓글을 볼 때, 촛불 시위대의 청와대 진입 비판과 시위대의 거리점거 자제 요청 목소리와 함께 촛불시위 반대집회에 참여하자는 독려성 글이 눈에 뜨인다고 보도했다.
북한에서 고위직에 있다가 탈북한 황장엽은 이 단체에 지지와 격려의 뜻을 담은 편지를 보내, 촛불시위 세력이 대중독재를 추진하고 있다면서 "두 제도를 체험한 제 눈으로 보면 북한의 권력독재와 남한의 촛불독재가 신통히도 비슷하다"고 말하고 촛불 이념은 "반미가 만든 광우병"이라고 주장하기도 했다.

### 조직과 인원
촛불 시위 초기에 '안티 촛불' 1인 시위로 유명해진 한양대학교 이세진 학생이 7월 중순에 매니저로 영입되었다.  이세진은 촛불 시위가 잦아들면서 1인 시위를 중단하고 문화방송 퇴출운동에 전념하면서 매니저로 활동하다가, 최근 개인적 어려움으로 '미도리'라는 대학생 누리꾼에게 매니저를 위임했다. 2009년 3월 매니저 '미도리'는 개인신상의 이유로 '뿔난엄마'라는 별명을 쓰는 누리꾼에게 매니저를 위임하였다. 2010년 8월 기준으로 회원 수는 4만 명을 넘어 섰다.

## 활동

### 맞불집회

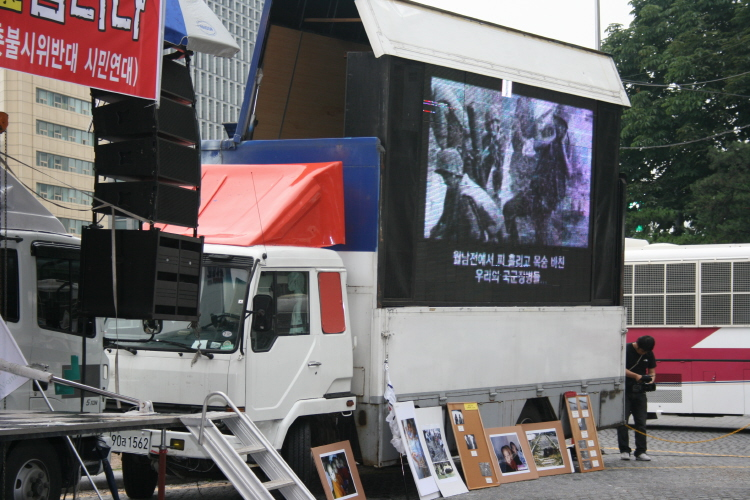
맞불집회

이 단체는 광우병위험 미국산 쇠고기 전면수입을 반대하는 국민대책회의가 주도하는 촛불 시위가 계속되자 `차라리 북한인권을 위해 촛불을 들라'라는 주제로 청계광장에서 맞불 집회를 계획했다. 이들은 대규모 촛불 집회가 열린 2008년 7월 5일에 조선일보 사옥 앞에서 계획대로 "촛불이 필요한 곳은 북한입니다"라는 현수막을 내걸고 맞불집회를 개최했다. 그러나 집회 및 시위에 관한 법률 준수를 위해 해가 지기 전에 집회를 마쳐 촛불 시위대 측과 큰 충돌은 일어나지 않았다.

### 손해배상 소송
보수주의 법조인 모임인 시민과 함께하는 변호사들 소속 변호사와 연계하여 촛불집회로 인한 피해사례를 모아 소송을 준비했으나 패소했다. 공동시설의 낙서나 오물로 인한 환경오염, 문화재 훼손(경복궁 기왓장), 전경버스 훼손 등이 피해사례에 속한다. 광화문 주변 상인들이 시위로 인해 입은 영업 손실 및 정신적 피해에 대한 위자료를 청구하는 소송을 위해 시변, 바른사회시민회의와 함께 시위피해자법률지원특별위원회라는 공동 기구를 구성해 활동 중이다. 시위피해특위 위원장을 맡고 있는 변호사 이재교는 조사 결과 광화문 인근 주민과 상인들의 피해가 크다며, 집회의 자유가 법의 테두리를 넘어 타인의 생계를 위협하거나 선량한 피해자를 양산해서는 안 된다고 밝혔다. 이들은 광화문과 세종로 주변 상인들을 대신하여 7월 17일에 정부와 광우병위험 미국산 쇠고기 전면수입을 반대하는 국민대책회의를 상대로 총 17억원의 손해배상 소송을 제기했다.
8월 4일에는 기자회견을 열고 광우병 보도를 한 PD수첩 프로그램에 대해 100억원 규모의 집단소송을 추진하겠다고 밝혔다. 이들은 1만명이 넘는 국민소송 청구인단을 모집, 1인당 100만원씩, 총 100억원의 위자료를 청구할 방침이다.

### 국회의원 고발
이 단체는 촛불집회에 참가한 민주당 천정배 의원과 민주노동당 강기갑 의원 등 국회의원 16명을 직무유기와 집시법, 도로교통법 위반 혐의로 서울중앙지방검찰청에 고발했다. 이들은 고발장에서 “헌법을 준수하고 국가 이익을 우선해야 할 국회의원들이 정권 타도를 외치고 불법적·폭력적인 촛불집회 시위에 앞장서며 직무를 유기했다”고 주장했다.
피고발 국회의원 명단
| - 강기갑 (민주노동당) - 강기정 (민주당) - 김재균 (민주당) - 김재윤 (민주당) - 김상희 (민주당) - 김영진 (민주당) - 김효석 (민주당) - 신낙균 (민주당) | - 안민석 (민주당) - 원혜영 (민주당) - 이미경 (민주당) - 이정희 (민주노동당) - 이종걸 (민주당) - 천정배 (민주당) - 추미애 (민주당) - 홍희덕 (민주노동당) |

### 토론회 참여
단체 결성 직후인 6월 12일에 문화방송 시사 프로그램인 《MBC 100분 토론》에 이 단체 소속 대학생이 시민 논객으로 출연하여 촛불시위의 불법성에 대해 발언했다. 이 대학생은 단체 홍보성 발언으로 재학 중인 학교 이름을 따 '서강대녀'로 불리며 네티즌들에게 비난을 받았으며, 서강대학교 홈페이지 자유게시판에 사과문이 올라오는 등 화제가 되었으나 본인인지 여부는 확인되지 않았다.
7월 6일에는 촛불반대 시민연대 고문을 맡고 있는 변호사 이헌과 단체 회원 한 사람이 한국방송 《생방송 심야토론》에 출연하여 정의구현사제단의 촛불 집회 참여를 비판하는 등 이 단체의 시각을 대변했다.

### 기타
이 단체는 촛불 집회가 폭력적으로 변질되었다고 주장하며 '불법 폭력시위 사진전'이라는 행사를 개최하고, 광우병 위험 미국산 쇠고기 전면 수입을 반대하는 국민대책회의 관계자들의 사법처리를 촉구하는 서명운동을 벌였다. 회원들이 각출한 비용으로 장미꽃과 간식거리를 마련해 촛불시위 진압 과정에서 부상을 입은 전투경찰들이 입원한 경찰병원으로 위로 방문하기도 했다. 촛불반대 시민연대는 미국산 쇠고기의 안전성을 홍보하기 위하여 대규모 미국산 쇠고기 시식 이벤트를 개최했다.
이 카페는 진중권을 비판하는 디스코풍의 패러디 노래 '담배송'을 만들어 배포하기도 했다.
2008년 9월에 배우 안재환의 변사체가 발견되었을 때, 안재환의 부인 정선희의 "촛불집회시 맨홀 뚜껑을 훔쳐가진 마세요."라는 발언을 문제삼아 불매운동을 벌였던 네티즌들이 자살하게 된 원인을 제공했다는 주장이 있었다. 이 단체의 회원 한 사람은 고발인단을 모집하고 변호사와 접촉하는 등 구체적인 고발 움직임을 보였다.

## 비판
용산참사에 대해 회원들에게 “포털 여론조사에 참여해 ‘불법시위 막기 위한 불가피한 선택’에 투표하라”는 쪽지를 일제히 발송하면서 논란을 일으켰다. 한편, 일부 회원들은 노무현 전 대통령에게 미국산 쇠고기를 전달하려 했으나 거부당하기도 했다.
그리고, 일부에선 노노데모는 과거 회귀라는 총체적 문제를 갖고 있는 단체라는 비난도 있다.

## 같이 보기
- 시민과 함께하는 변호사들
- 2008년 대한민국의 촛불 시위
- 이명박 심판을 위한 범국민운동본부